# Acallistus
Acallistus es un género de coleópteros adéfagos perteneciente a la familia Carabidae. 

## Especies
Relación de especies:
- Acallistus cuprescens (Sloane, 1920)
- Acallistus longus (Sloane, 1920)
- Acallistus plebius (Sloane, 1920)
- Acallistus tasmanicus (Castelnau, 1867)